# Cool City Production Vol.8 GARNET CROW REMIXES
《Cool City Production Vol.8 GARNET CROW REMIXES》(쿨 시티 프로덕션 볼륨 에이트 가넷 크로우 리믹시즈)는 가넷 크로우가 인디 레이블인 TENT HOUSE를 통해 2005년 1월 21일에 발매한 리믹스 음반이다.
2005년 1월 21일, 1월 28일, 2월 3일 〈GARNET CROW livescope 2005 ~I'm waiting 4 you & live~〉개최시에 오사카 후생연금 회관 대홀, 아이치현 근로 회관, 도쿄 나카노 썬 플라자 세 곳에서만 판매되었고, 일반 발매도 예정되어 있었지만 제작상의 사정으로 발매가 취소되었다. 다만 2006년 3월부터 BGV.JP에서 다운로드 판매를 하고 있다.

## 수록곡
1. 와스레자키 / hirohito furui mix
2. 크리스탈 게이지 / hitoshi okamoto mix
3. Endless Desire / CHINITA Mix
4. 유메미타아토데 / Migrand Jazz
5. flying / Xtra Jam RMX
6. 나케나이요루모 나카나이아사모 / night clubbers mix
7. 스파이럴 / natural flavor mix
8. wish★ / Re-wish
9. 보쿠라다케노미라이 / Funktasia Mix
10. Naked Story / raze mix
11. Crier Girl & Crier Boy ~ice cold sky~ / RIP TRAP REMIX